# Hyundai Tucson
De Hyundai Tucson of Hyundai ix35 is een automodel van het Zuid-Koreaanse automerk Hyundai. De Tucson is een zogenaamde SUV, en is in die hoedanigheid het kleinste van de drie modellen die Hyundai op dat gebied op de markt heeft gebracht, naast de Santa Fe en de Terracan.
De Tucson werd in 2004 voor het eerst geproduceerd.
De ix35 werd geïntroduceerd in 2009 en is de opvolger van de Hyundai Tucson. Buiten Europa draagt de ix35 op veel plaatsen nog de naam Hyundai Tucson. De Hyundai ix35 deelt veel van zijn onderdelen met de Kia Sportage. De Hyundai ix35 FCEV is de waterstofversie met een brandstofcel. De ix35 werd in 2015 weer opgevolgd door een nieuw model en werd hernoemd in Tucson.

## Vergelijkbare modellen

### Koreaanse auto's
- Kia Sportage (Hyundai Tucson platform model)

### Japanse auto's
- Toyota RAV4
- Nissan Qashqai
- Honda CR-V
- Mitsubishi Dignity
- Suzuki Sx4